# Inspecteur du Trésor public
Un inspecteur du Trésor public était un fonctionnaire français de catégorie A appartenant au corps de l'ancienne administration de la Comptabilité publique, qui avait la charge du réseau du Trésor public, réseau comptable de l'État. À la suite de la fusion de la Direction Générale des Impôts et de la Direction Générale de la Comptabilité Publique, le grade d'inspecteur du Trésor est supprimé et se voit substituer le grade d'inspecteur des Finances Publiques. 
L'administration comptable de l'État relève actuellement de la direction générale des Finances publiques, au sein du Ministère de l'Action et des Comptes Publics.

## Caractéristiques
Il a la vocation originelle, qui imprègne encore fortement le corps, de fournir la quasi-totalité des comptables publics du réseau ainsi que ceux des agences comptables des établissements publics de l'État. 
Les corps d'inspecteur des impôts et d'inspecteur du trésor ont fusionné le 1er septembre 2011 dans le corps unique des inspecteurs des finances publiques.
L'inspecteur du Trésor public peut exercer principalement cinq types de fonctions : comptable public (trésorier en perception pour les inspecteurs, puis sur tableau d'avancement receveur-percepteur et trésorier principal), adjoint d'un trésorier principal en recouvrement ou en secteur public local, chef de service en Trésorerie générale ou encore rédacteur au ministère.
Ainsi, la caractéristique traditionnelle du corps d'Inspecteur du Trésor est, hormis les rédacteurs, la dimension forte de management des équipes dès sa sortie d'école, ce qui le différencie fortement d'un inspecteur des impôts ou des douanes. Il est ainsi dès son début de carrière positionné au premier niveau de l'encadrement.
Par ailleurs, la nature des domaines dans lesquels il exerce sont multiples : suivi et pilotage du recouvrement contentieux, contrôle des dépenses des collectivités territoriales, conseil budgétaire, analyse financière, contrôle de gestion, politique immobilière de l'État (service France Domaine), activités financières du Trésor... En outre, les chefs de service supports en Trésorerie Générale sont également tous occupés par des inspecteurs du Trésor (ressources humaines, formation, budget, logistique, cellule informatique...). 
Le passage d'un métier à l'autre est pour l'instant très courant et aisé, ce qui offre une palette importante de débouchés.
Il est formé  à l'École nationale du Trésor public, devenue École nationale des finances publiques. 
Le grade d'inspecteur du Trésor est fusionné avec celui d'inspecteur des impôts en 2010 pour devenir inspecteur des Finances Publiques.

## Place de l'inspecteur du Trésor parmi les autres métiers et grades de la comptabilité publique
Les grades indiqués ci-dessous sont les grades antérieurs à 2011 ainsi que leur équivalent dans l'actuelle DGFIP (direction générale des finances publiques)  fusion de la direction générale de la comptabilité publique avec la Direction générale des Impôts.
Postes hors hiérarchie (Catégorie A+)
- Trésorier-payeur-général des Finances (« T.P.G. ») actuellement AGFIP (administrateur général des finances publiques, en voie d'extinction, le grade étant remplacé depuis 2023 par Administrateur de l'État)

- Directeur départemental du trésor public ainsi que receveur des finances de première catégorie, actuellement AFIP (administrateur des finances publiques, en voie d'extinction, le grade étant remplacé depuis 2023 par Administrateur de l'État)

Catégorie A
- Receveur des Finances (« R.F. »)

Devenu administrateur des finances publiques adjoint (AFIPA).
- Inspecteur principal du Trésor (« I.P. ») devenu inspecteur principal des finances publiques.

- Trésorier principal des Finances de 1ère  catégorie devenu inspecteur divisionnaire hors classe des finances publiques.

- Trésorier principal des Finances (« T.P. ») devenu inspecteur divisionnaire de classe normale des finances publiques

- Receveur-percepteur du Trésor (« R.P. ») devenu inspecteur divisionnaire de classe normale des finances publiques

- Inspecteur du Trésor (inspecteur des finances publiques)

Catégorie B
- Contrôleur divisionnaire du Trésor (contrôleur principal des finances publiques)

- Contrôleur principal du Trésor (contrôleur 1ère classe des finances publiques)

- Contrôleur du Trésor (Contrôleur des finances publiques de 2ème classe)

Catégorie C
- Agent de recouvrement (agent des finances publiques et agent administratif principal 2ème classe et 1ere classe des finances publiques)

- Agent de service (grade disparu)